# Leoba
Leoba, född 710, död 782, var en engelsk nunna och helgon. Hon deltog i den engelska missionen i Tyskland år 748.  